# Baruth/Mark
Baruth/Mark település Németországban, azon belül Brandenburgban. Lakosainak száma 4314 fő (2023. december 31.).

## Népesség
A település népességének változása:
| Lakosok száma | 4926 | 4651 | 4174 | 4225 | 4294 | 4318 | 4314 |
|               | 1990 | 2000 | 2010 | 2020 | 2021 | 2022 | 2023 |